# Kardiomiopatia rozstrzeniowa
Kardiomiopatia rozstrzeniowa (łac. cardiomyopathia dilatativa), kardiomiopatia zastoinowa (łac. cardiomyopathia congestiva), kardiomiopatia przekrwienna – choroba mięśnia sercowego polegająca na jego ścieńczeniu, zwłaszcza w obrębie komór. Następuje wybiórcze powiększenie jąder kardiomiocytów bez przerostu komórki oraz zwłóknienie śródmiąższowe i okołonaczyniowe. Podobny obraz można spotkać w kardiomiopatii wtórnej, czyli na tle zapalenia mięśnia sercowego, co utrudnia postawienie właściwej diagnozy. Kardiomiopatia rozstrzeniowa powoduje zmniejszenie kurczliwości serca, co prowadzi najpierw do powstania lewokomorowej niewydolności tego mięśnia, a następnie do jego niewydolności obukomorowej. Rozstrzeń dotyka często także oba przedsionki. Przerost jest z reguły asymetryczny.

## Zachorowalność
Zapadalność w całej populacji wynosi 5-8 przypadków na 100 000 osób. Ludzie rasy czarnej oraz mężczyźni chorują na nią częściej (także przeżywalność jest gorsza), aniżeli osoby rasy białej i kobiety. Dotyka przede wszystkim osób w średnim wieku.

## Etiologia
Większość przypadków kardiomiopatii rozstrzeniowej jest idiopatyczna (nie jest znana etiologia). W pozostałych przypadkach chorobę wywołują:
- najczęściej wirusy (np. wirus Coxsackie B), które powodują zapalenie mięśnia sercowego
- alkohol
- leki cytostatyczne (przede wszystkim kardiotoksyczna doksorubicyna oraz inne antracykliny)
- sarkoidoza (choroba Besniera-Boecka-Schaumanna)
- dystrofie mięśniowe – zanik tkanki mięśniowej (dystrofia miotoniczna, dystrofia mięśniowa Duchenne’a)
- ciąża
- zakażenie ludzkim wirusem niedoboru odporności
- kokaina.

## Objawy

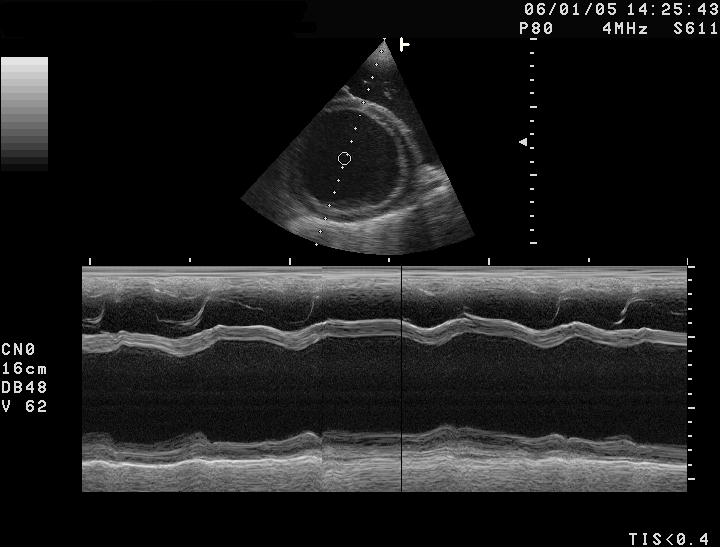
Kardiomiopatia rozstrzeniowa, echokardiografia

Objawy zwykle rozwijają się stopniowo. Część osób, które mają tylko rozstrzeń lewą, może pozostawać bez objawów przez miesiące lub lata. Charakterystycznymi objawami kardiomiopatii rozstrzeniowej są:
- objawy niewydolności lewej komory, zaburzenia rytmu serca (komorowe, nadkomorowe z migotaniem przedsionków)
- zmiany zakrzepowo-zatorowe
- wzrost masy ciała
- rozciągnięcie i powiększenie mięśnia sercowego
- objawy niewydolności krążenia (odczuwanie zmęczenia, zawroty głowy, duszności, bezsenność, które są wynikiem zmniejszonego rzutu serca)
- prawokomorowa niewydolność serca jako późny, źle rokujący objaw
- ból w klatce piersiowej jako przejaw zatorowości płucnej
- ból brzucha spowodowany hepatomegalią.

W celu zdiagnozowania choroby wykonuje się przede wszystkim następujące badania: echokardiografię, elektrokardiografię (EKG), biopsję endomiokardialną oraz cewnikowanie serca.

## Leczenie
Leczenie ma na celu poprawę wydolności krążenia (zwiększenie frakcji wyrzutowej), poprawę jakości życia (zmniejszenie duszności, obrzęków, poprawa tolerancji wysiłkowej), zmniejszenie ryzyka nagłego zgonu. Z farmakoterapii najczęściej stosuje się:
- leki poprawiające wydolność krążenia przez zmniejszenie oporów obwodowych (np. inhibitory konwertazy angiotensyny, antagonisty receptora angiotensyny II)
- leki moczopędne, zwłaszcza furosemid i spironolakton
- leki obniżające nadmierne napięcie układu współczulnego, na przykład metoprolol, bisoprolol (w niewielkich dawkach)
- nitraty
- leki poprawiające kurczliwość mięśnia sercowego (najczęściej z grupy glikozydów naparstnicy) – obecnie ogranicza się stosowanie tej grupy leków
- leki przeciwzapalne w przypadku kardiomiopatii rozstrzeniowej pozapalnej.

Innymi sposobami leczenia są:
- wszczepienie stymulatora mięśnia sercowego lub defibrylatora, co chroni przed nagłym zgonem wywołanym migotaniem komór
- przeszczepienie serca w przypadku znacznego uszkodzenia tego narządu.

Wspomagająco należy stosować regularne ćwiczenia fizyczne (zwiększające przepływ krwi oraz poprawiające czynności śródbłonka) oraz odpowiednią dietę.